# Rolando
Rolando Jorge Pires da Fonseca (São Vicente, Zelenortski Otoci, 31. kolovoza 1985.), jednostavnije Rolando, bivši je portugalski nogometaš rođen na Zelenortskim Otocima. Igrao je na poziciji braniča.

## Klupska karijera
Nakon što je započeo karijeru u nižim uzrastima Campomaiorensesa, Rolando je igrački izrastao u lisabonskom Belenensesu kojem se pridružio u 18. godini. U prvoj portugalskoj ligi debitirao je 28. kolovoza 2004. na utakmici protiv Maritima, odigravši svih 90 minuta te postigavši gol u domaćoj pobjedi od 3:0. U Belenensesu, Rolando je postao standardni igrač, odigravši svih 30 utakmica u sezoni 2007./08., u kojoj je klub završio na osmom mjestu.
15. kolovoza 2008. F.C. Porto je potvrdio vijest da je postignut dogovor o dovođenju Rolanda iz Belenensesa, te da će igrač potpisati četverogodišnji ugovor. U svojoj prvoj sezoni izborio je standardno mjesto u momčadi, "poslavši" tako veterana Pedra Emanuela na klupu. U Portu je igrao u sredini obrambenog reda zajedno s Brunom Alvesom.
U 2015. godini je Rolando prešao u francuski Olympique de Marseille. U ligaškom susretu protiv SM Caena je Rolando zabio za tri boda i slavio s 1:0 u studenom 2016. godine.

## Reprezentativna karijera
Iako rođen na Zelenortskim Otocima, Rolando s 14 godina dolazi u Portugal u dobi od 14 godina, dok 2006. postane naturalizirani Portugalac. Nakon što dobiva portugalsko državljanstvo, s portugalskom reprezentacijom do 21 godine nastupa na Europskom prvenstvu 2007. u Nizozemskoj.
11. veljače 2009. pozvan je u portugalsku reprezentaciju, ali nije ušao u igru tijekom prijateljske utakmice s Finskom (1:0 pobjeda Portugala). Rolando je skupio 21 nastup za Portugal.

## Vanjske poveznice
- Statistika igrača na zerozerofootball.com  Arhivirana inačica izvorne stranice od 17. srpnja 2010. (Wayback Machine)
- Statistika igrača na foradejogo.net  Arhivirana inačica izvorne stranice od 11. listopada 2012. (Wayback Machine)
- Profil igrača na lpfp.pt  Arhivirana inačica izvorne stranice od 18. travnja 2008. (Wayback Machine)